# Sielsowiet Łukowo
Sielsowiet Łukowo (biał. Лукаўскі сельсавет, ros. Луковский сельсовет) – sielsowiet na Białorusi, w obwodzie brzeskim, w rejonie małoryckim, z siedzibą w Łukowie.

## Demografia
Według spisu z 2009 sielsowiet Łukowo zamieszkiwało 1144 osób, w tym 1053 Białorusinów (92,05%), 58 Ukraińców (5,07%), 30 Rosjan (2,62%), 2 osoby innych narodowości i 1 osoba, która nie podała żadnej narodowości.

## Geografia i transport
Sielsowiet położony jest na Polesiu Brzeskim, we wschodniej części rejonu małoryckiego. Znajdują się tu jezioro Łukowo i Rezerwat Biologiczny Łukowo.
Przez sielsowiet przebiega droga magistralna M12.

## Miejscowości
- agromiasteczko:
  - Łukowo
- wsie:
  - Gruszka
  - Nowaje Zabałaccie
  - Użowo
  - Wysokie
  - Zabłocie